# Emil Rudolf Mewes
Emil Rudolf Mewes (* 14. April 1885 in Köln; † 25. Januar 1949 in Zürich) war ein deutscher Architekt, der sich vor allem durch zahlreiche Industriebauten einen Namen machte. Er war seit vor dem Ersten Weltkrieg in Köln tätig und siedelte 1943 in die Schweiz über.
Mewes war Mitglied im Deutschen Werkbund (DWB) und im Bund Deutscher Architekten (BDA). Er war Angehöriger des Corps Franconia Karlsruhe, dem er sich während des Studiums angeschlossen hatte.

## Bauten

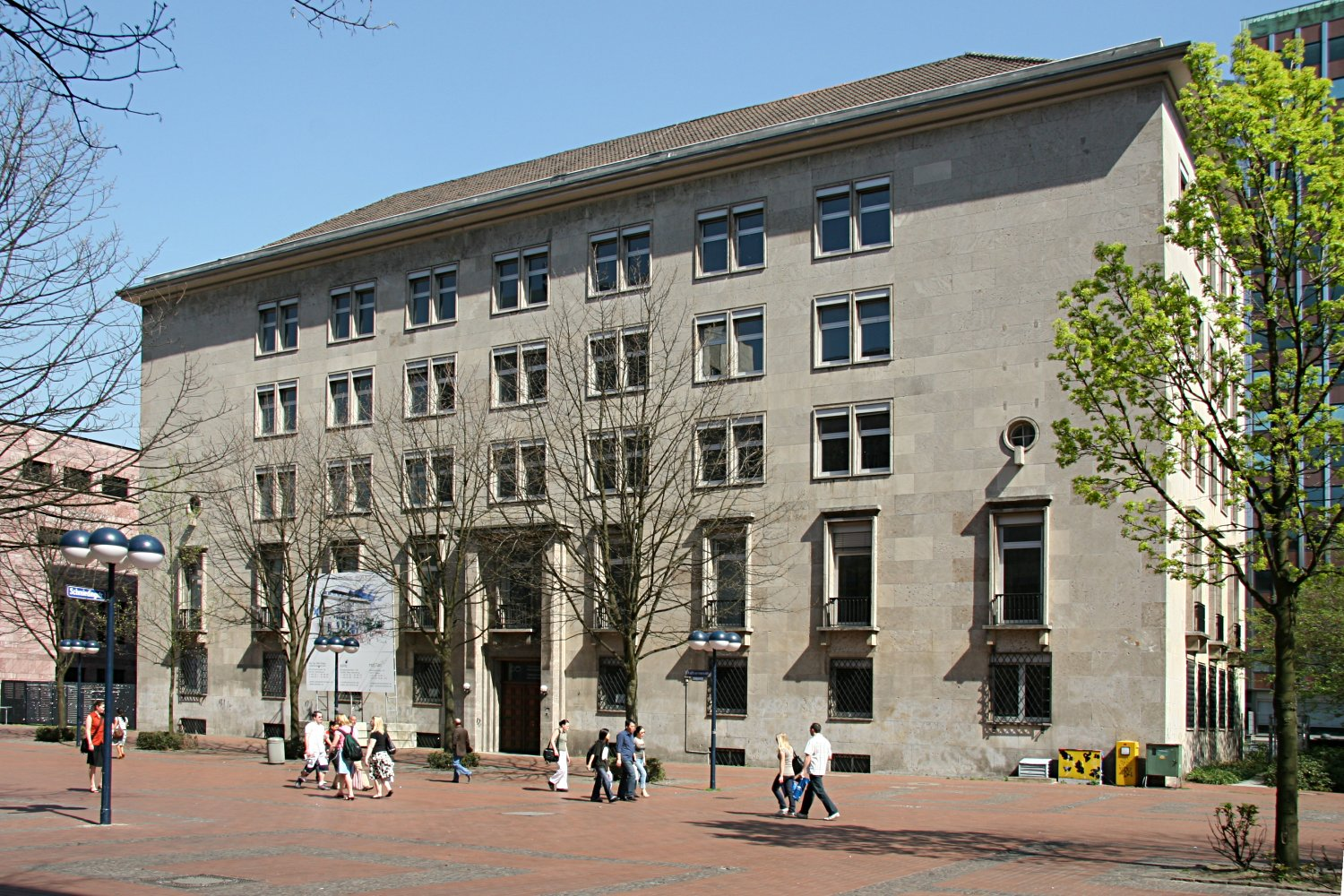
Dortberghaus in Dortmund

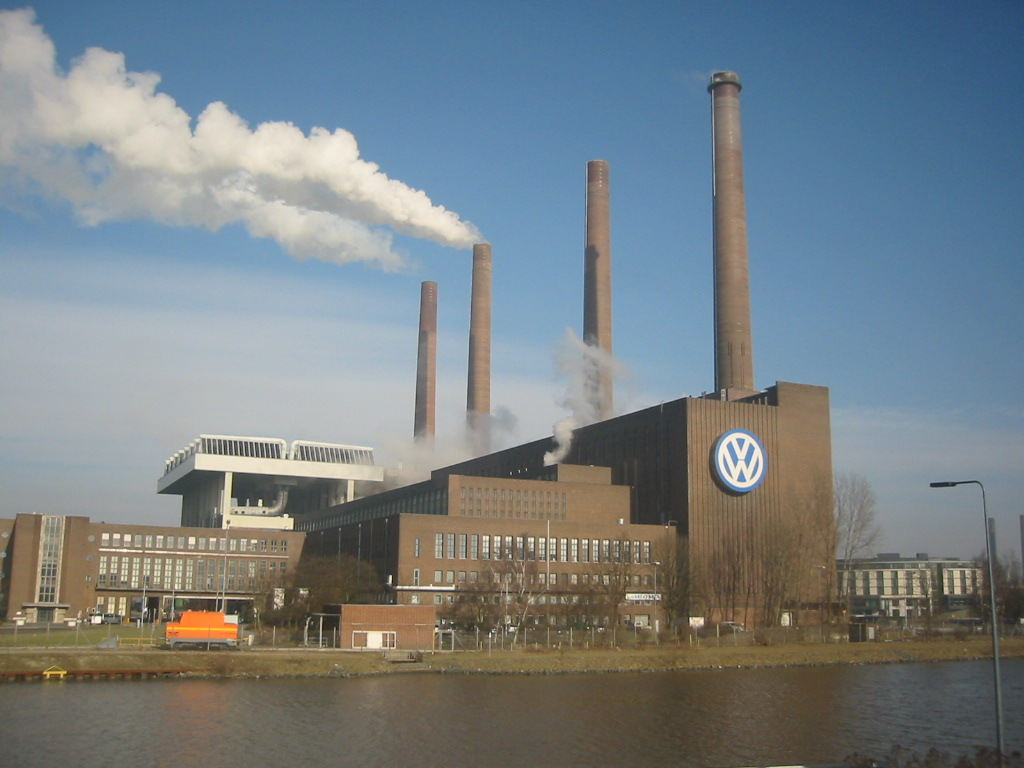
Kraftwerk des Volkswagenwerks in Wolfsburg

- 1922: Wohnhäuser in Köln-Porz, Bahnhofstraße
- 1925: Mehrfamilienwohnhaus-Bebauung des Unternehmens Talbot in Aachen, Jülicher Straße 224–232 / Burggrafenstraße 1–5[3]
- um 1927: Siedlung Vorgebirgstraße in Köln-Zollstock (zusammen mit Theodor Merrill)
- 1929–1930: Mehrfamilienwohnhaus-Bebauung Kantstraße / Kampstraße (heute genannt „BauhausKarree“) in Duisburg-Obermarxloh (unter Denkmalschutz)[4]
- 1929–1930: Schulgebäude in Köln-Riehl, Garthestraße[5]
- 1931: Verwaltungsgebäude der THS in Duisburg-Alt-Hamborn (unter Denkmalschutz)
- 1935: „Schwertdenkmal“ für die gefallenen Werksangehörigen des Bochumer Vereins in Bochum (zusammen mit dem Bildhauer Willy Meller)[6]
- 1936: Reichsehrenmal der Deutschen Feldartillerie in Köln (zusammen mit den Bildhauern Willy Meller und Hans Dammann; nicht erhalten)[7]
- 1937–1938: Mechanische Werkstatt I mit Bürotrakt für den Bochumer Verein in Bochum, Alleestraße
- 1937–1938: Verwaltungsgebäude der Gelsenkirchener Bergwerks AG, so genanntes Dortberghaus, in Dortmund, Katharinenstraße 9 (unter Denkmalschutz)
- ab 1938: Volkswagenwerk bei Fallersleben (heute Wolfsburg)
In der Arbeitsgemeinschaft mit Karl Kohlbecker und der Architektengemeinschaft Fritz Schupp und Martin Kremmer war Mewes zuständig für die gesamte Bearbeitung der Pläne und die künstlerische Oberleitung.[8]
- 1939: Halle F der FAG Kugelfischer in Schweinfurt
- 1939–1940: Verwaltungsgebäude und Haupttor der Hanomag in Hannover-Linden, Göttinger Straße 14 (unter Denkmalschutz)[9]